# Марамско (Вирџинија)
Марамско (енгл. Marumsco) насељено је место без административног статуса у америчкој савезној држави Вирџинија.

## Демографија
По попису из 2010. године број становника је 35.036.
| Група             | 2000.    | 2010.          |
| Белци             | 0 (0,0%) | 9.510 (27,1%)  |
| Афроамериканци    | 0 (0,0%) | 7.833 (22,4%)  |
| Азијати           | 0 (0,0%) | 2.381 (6,8%)   |
| Хиспаноамериканци | 0 (0,0%) | 14.372 (41,0%) |
| Укупно            | 0        | 35.036         |